# Dundee Stars
Die Dundee Stars sind ein 2001 gegründeter Eishockeyclub der Stadt Dundee in Schottland mit Spielbetrieb in der britischen Elite Ice Hockey League. Die Heimspiele werden in der 2300 Plätze fassenden Dundee Ice Arena ausgetragen.

## Geschichte
Die Stars gewannen in ihrer Premierensaison unter Spielertrainer Tony Hand die Meisterschaft der British National League. Nachdem in der folgenden Spielzeit der zweite Platz in der British National League erreicht wurde, übernahm der Kanadier Roger Hunt, der zuvor als Assistenztrainer in Dundee tätig war, die Position des Cheftrainers. Nach einer erfolglosen Saison wurde er von seinen Vorgänger Tony Hand wieder abgelöst, kehrte jedoch wieder nach Dundee zurück und führte das Team in die Saison 2004/05. Die Mannschaft gewann zum zweiten Mal innerhalb von drei Jahren den Capital Cup. Zur Spielzeit 2005/06 wurde die Mannschaft in die Scottish National League aufgenommen, nachdem die British National League zuvor aufgelöst worden war.
Im Folgejahr belegte die Mannschaft den zweiten Rang in der Scottish National League und dem Autumn Cup. Im Kalenderjahr 2008 gewann das Team erstmals den Autumn Cup, dieser Erfolg wurde zwei Jahre später wiederholt.
Zur Saison 2009/10 wurde Iain Robertson mit der Leitung des Teams betraut. Im Zuge der Expansion der Elite Ice Hockey League, die zur Saison 2010/11 von acht auf zehn Teams aufgestockt wurde, erfolgte die Aufnahme der Dundee Stars in die EIHL. Im Sommer 2010 wurde Dan Ceman als Cheftrainer der Stars vorgestellt.

## Ehemalige Spieler
| - Johan Boman - Christian Borgatello - Tony Hand - Scott Kirton | - Stephen Murphy - Ken Priestlay - Dan Ratushny - Jason Shmyr |